# Danh sách nhân vật trong Chiến tranh và hòa bình
Đây là một danh sách nhân vật trong tiểu thuyết Chiến tranh và hòa bình của Lev Tolstoy chưa đầy đủ.

## A
- Maria Dmitriyevna Akhrosimova, mẹ đỡ đầu của Natasha, có biệt hiệu Hung long vì tính tình thẳng thắn, cương trực lỗ mãng nhưng ai cũng yêu mến.
- Hoàng đế Aleksandr I của Nga
- Iosif Alekseyevich
- Yakov Alpatych
- Bá tước Arakcheyev

## B
- Bagovut
- Công tước Bagration
- Barclay de Tolly
- Barthélemy - Sứ giả của Napoléon tới đàm phán với Aleksandr I.
- Osip Alexeyevich Bazdeyev - ân nhân của Pierre, người giới thiệu chàng vào hội Tam điểm.
- Bá tước Bennigsen
- Trung uý Alphonse Karolovich Berg Nicholas - Sĩ quan người Đức, chồng của Vera Rostova
- Berthier
- Bá tước Kirill Bezukhov - Cha của Pierre, một đại thần danh tiếng lẫy lừng dười thời Ekaterina II.
- Bá tước Pierre Kirilovich Bezukhov - Con rơi của Bá tước Bezukhov. Một chàng trai tốt bụng, ngây thơ hiền lành, bạn của Andrei, bị rơi vào cạm bẫy của thế giới quý tộc sau khi hưởng thừa kế gia sản của công tước Kiril Vladimirovitch Bezoukhov, cưới Hélène (Ëlena) con gái công tước Kouraguine. Sau khi chán ghét thế giới quý tộc, chàng ra trận và tìm thấy lý tưởng sống ở đây. Âm mưu ám sát Napoléon bất thành, chàng trở thành hội viên của hội bí mật tiền thân của phái Cách mạng tháng Chạp. Pierre và Andrei đều trở thành những người anh hùng chân chính của nhân dân Nga trong máu lửa chiến tranh vệ quốc. Sau kết hôn với Natasha năm 1813.
- Bilibin - Sứ thần Nga tại Áo, bạn của Andrey.
- Bolkhovitinov
- Công tước Andrey Nikolayevich Bolkonsky - con trai của Công tước Nikolai Bolkonsky. Có tâm hồn và trí tuệ, tinh thần yêu nước, trọng danh dự, mang nhiều khát vọng và ước mơ cao đẹp. Ra trận với ước mộng trở thành một Napoléon của nước Nga. Đại diện cho tầng lớp thanh niên quý tộc tiến bộ đi tìm lý tưởng sống và tìm được lý tưởng chân chính khi thực sự chung một chiến hào với nhân dân chống ngoại xâm. Chàng mất năm 1812 do bị thương trong trận Borodino.
- Công tước phu nhân Elisabeta "Lisa" Karlovna Bolkonskaya - Vợ Andrey Bolkonsky. Cũng gọi là Liza Meinena.
- Nữ công tước Maria Nikolayevna Bolkonskaya - con gái lão công tước Bolkonsky, em gái Andrey, dung mạo tầm thường, xấu xí nhưng có một tâm hồn đẹp đẽ cao thượng, dịu dàng và mộ đạo, luôn sống vì người khác. Sau khi cha và anh mất, nàng kết hôn với Nikolai Ilyich Rostov năm 1814.
- Công tước Nikolai Andreyevich Bolkonsky
- Napoléon Bonaparte
- Amelia Evgenievna Bourienne - tùy nữ của cô Maria, một thiếu nữ Pháp xinh đẹp và lẳng lơ.
- Broussier

## C
- Tướng Campan
- Caulaincourt
- Công tước Adam Czartoryski - Thượng thư bộ ngoại giao.

## D
- Danilo
- Tướng Davout
- Vasili Dmitrievich Denisov - sĩ quan Nga, bạn của Nikolai Rostov.
- Dessalles - Gia sư người Thụy Sĩ của Tiểu công tước Nikolai Bolkonsky.
- Công tước Dolgorukov
- Dokhturov - Nhân vật tư tưởng của Tolstoy
- Fyodor Ivanovich Dolokhov - bạn của Anatole, Rostov, một kẻ phóng đãng, đốn mạt, từng theo đuổi Sonia, dụ dỗ Nicolas vào cờ bạc, bị Pierre thách đấu súng do nghi ngờ y có dan díu với Hélène, nhưng trong quân ngũ là một anh hùng quả cảm, một người con chí hiếu.
- Dron - thôn trưởng ở điền trang Lissi-Gorư
- Công tước phu nhân Anna Mikhaylovna Drubetskaya
- Boris Drubetskoy - con của Anna Mikhaylovna Drubetskaya.
- Dunyasha - nữ tì của nữ công tước Maria

## F
- Đại Công tước Ferdinand của Áo
- Maria Feodorovna - Thái hậu, mẹ của Alekxandr I
- Hoàng đế Franz I của Áo

## G
- Gerasim
- Gervais
- Đại tướng Grekov

## I
- Ilyin
- Mikhail Ivanovich

## K
- Yulia Karagina - một thiếu nữ xấu xí và giả dối nhưng giàu có, bạn thân của nữ công tước Maria, sau cưới Boris Droubetzkoi.
- Platon Karatayev - bạn tù của Pierre, thuộc tầng lớp bình dân, nhân hậu, giản dị, qua những câu chuyện của mình đã làm Pierre hiểu ra nhiều ý nghĩa cuộc đời gần gũi hơn hẳn những lý thuyết nặng nề của hội Tam điểm. Bị xử tử năm 1812.
- Đại công tước Karl của Áo
- Pyotr Petrovich Konovnitsyn - Nhân vật tư tưởng của Tolstoy.
- Công tước Kozlovsky
- Công tước Anatole Vasilievich Kuragin - con thứ ba của Vasili Kuragin.
- Công tước tiểu thư Helene Kuragina - con gái của Vasili Kuragin. Sau là bá tước phu nhân Bezukhova (vợ Pierre Bezukhov).
- Công tước Hippolyte Kuragin - con cả của Vasili Kuragin.
- Vasili Sergeyevich Kuragin - triều thần, một con người xảo quyệt mưu mô, hay tính toán để tư lợi.
- Công tước phu nhân Alina Kouraguina - vợ công tước Kouraguine
- Mikhail Illarionovich Kutuzov - nguyên soái tổng tư lệnh tối cao của quân đội Nga trong liên minh Nga-Áo chống lại đội quân xâm lược của Napoléon Bonaparte, là người giản dị và bình thường, đại diện chân chính của cuộc chiến tranh vệ quốc, hiện thân của trí thông minh và lòng dũng cảm của dân tộc Nga.
- Mavra Kuzminichna

## L
- Langeron
- Lauriston - Sứ giả đầu tiên được gửi tới đàm phán với hoàng đế Alekxandr I của Nga.
- Lavrushka
- Lazarev

## M
- Tướng Mack - Tướng Áo.
- Magnitsky
- Anna Ignatyevna Malvintsev - Dì ruột của nữ công tước Maria, ngwời mai mối cho Nikolai Rostov và Maria.
- Michaud
- Mikhail Andreyevich Miloradovich
- Mitenka
- Mitka
- Mortemart
- Tướng Mouton - Tướng Pháp.
- Joachim Murat

## N
- Nastasya Ivanovna - sống cùng với nhà Rostov tại điền trang ở Otradnoe.
- Công tước Nesvitsky
- Michel Ney
- Nobel Alfred

## O
- Bá tước Orlov-Denisov
- Bá tước Osterman-Tolstoy

## P
- Maria Ignatyevna Peronsky
- Katerina Petrovna
- Pfuhl
- Platov

## R
- Raevsky
- Bá tước Rostopchin - Thị trưởng Moskva.
- Bá tước Ilya Andreyevich Rostov
- Bá tước phu nhân Natalia Shinshina
- Natalia "Natasha" Ilinichna Rostova - con gái thứ ba của bá tước Rostov, là thiếu nữ yêu đời và tràn trề sức sống đã mang lại cho Andrei nghị lực vượt qua giai đoạn khó khăn nhất đời chàng: bị thương, vợ mất, con nhỏ. Andrei đã đính hôn với Natasha sau khi vợ Andrei chết, nhưng sau đó Natalia, do nhẹ dạ cả tin, đã phản bội Andrei khi bị Anatole quyến rũ. Cuối cùng, Natasha tái hôn với Pierre.
- Bá tước Nikolai Ilyich Rostov - con trai bá tước Rostov, anh trai Natasha, là một sĩ quan phiêu kị đẹp trai, nhiệt thành, chất phác, sùng kính hoàng đế Alexandre và rất mực hiếu thảo. Sau chiến tranh, chàng giải ngũ, kết hôn với Maria năm 1814.
- Sonya Aleksandrovna - cháu gái họ của ông bà Rostov, sống trong gia đình từ nhỏ và là người yêu thời thơ ấu của Nicolas, một bông hoa không kết trái.
- Thiếu bá tước Pyotr Ilyich "Petya" Rostov - con trai út của bá tước Rostov, tử trận năm 1812.
- Vera Ilinichna Rostova - con gái cả của bá tước Rostov, xinh đẹp chững chạc nhưng luôn làm người khác khó chịu. Kết hôn với Alphonse Karlovich Berg Nicolas.

## S
- Anna Pavlovna Scherera - ngự tiền phu nhân, một người đàn bà của giới giao tế phòng khách, khinh người mà dối trá, ý kiến thay đổi như chong chóng, chuyên làm mụ mối.
- Schmidt
- Shcherbinin
- Shinshin - họ hàng với Bá tước phu nhân Natalya Rostova.
- Smolyaninov
- Speranski - cố vấn của hoàng đế Nga.
- Stolypin

## T
- Semeon Tchekmar
- Trung uý Telyanin
- Tikhon - người giúp việc của Công tước Bolkonsky.
- Timohin
- Toll
- Thuyền trưởng Tushin
- Tutolmin

## V
- Vereshchagin
- Sergei Kuzmich Vyazmitinov

## W
- Weierother
- Willarski - Người bản lãnh cho Pierre vào Hội Tam điểm.
- Tướng Wintzingerode
- Wolzogen

## Y
- Thuyền trưởng Yakovlev
- Yermolov

## Z
- Zdrzhinsky
- Zherkov
- Bá tước Zhilinsky